# Келстербах
Келстербах (на немски: Kelsterbach) е град в Хесен, Германия с 15 721 жители (към 31 декември 2015).
Намира се на левия бряг на река Майн до Франкфурт на Майн.